# Myospila lautoides
Myospila lautoides är en tvåvingeart som beskrevs av Feng 2005. Myospila lautoides ingår i släktet Myospila och familjen husflugor. Inga underarter finns listade i Catalogue of Life.